# 새로운 문 ~겨울의 해바라기~
〈새로운 문 ~겨울의 해바라기~〉(일본어: 新しいドア ～冬のひまわり～)는 일본의 밴드 ZARD의 26번째 싱글 앨범으로, 1998년 12월 2일 발매되었다. (8cm CD: JBDJ-1042) 작사는 사카이 이즈미가, 작곡은 키타노 마사토(北野正人)가, 편곡은 후루이 히로히토(古井弘人)가 맡았다. 이 곡은 삿포로 맥주의 광고 삽입곡으로 사용되었다.
27번째 싱글 〈GOOD DAY〉와 동시에 발매되었으며, 두 장의 앨범 모두 타이틀 곡만 수록된 상태로 원코인 싱글(500 엔)로 판매되었다.
싱글은 오리콘 주간 싱글차트 3위를 기록했고, 8주간 차트에 머물렀다.

## 수록곡
| #            | 제목                                                              | 작사          | 작곡          | 편곡            | 재생 시간 |
| ------------ | ----------------------------------------------------------------- | ------------- | ------------- | --------------- | --------- |
| 1.           | 〈〈새로운 문 ~겨울의 해바라기~〉〉 (新しいドア ～冬のひまわり～) | 사카이 이즈미 | 키타노 마사토 | 후루이 히로히토 | 6:06      |
| 2.           | 〈〈새로운 문 ~겨울의 해바라기~〉〉 (Original Karaoke)            |               |               |                 | 6:03      |
| 총 재생 시간 | 총 재생 시간                                                      | 총 재생 시간  | 총 재생 시간  | 총 재생 시간    | 12:09     |